# Northland
Northland Region in inglese, e Te Tai Tokerau in māori, è una delle 16 regioni della Nuova Zelanda. È vasta 13.941 km² ed è popolata da circa 194.600 abitanti; il capoluogo è Whangārei. Confina con altre regioni soltanto per circa 15 chilometri con la Regione Auckland a sud.

## Geografia fisica

### Territorio
È situata nell'Isola del Nord ed è la più settentrionale di tutte con il North Cape; ed è composta da una lunga penisola frastagliata e abbastanza pianeggiante che si stende da sud-est a nord-ovest.

### Clima
La regione ha un clima subtropicale con caldi estati umide e inverni asciutti. La temperatura massima varia dai 21 °C - 28 °C in estate ai 14 °C - 19 °C in inverno.
I mesi più caldi sono gennaio e febbraio. Le precipitazioni annue variano dai 1500 mm ai 2000 mm. I venti soffiano prevalentemente da sud-ovest. Occasionali formazioni di cicloni di debole intensità.

### Suddivisioni territoriali
Il capoluogo della regione è Whangārei. È suddivisa in 3 autorità territoriali.
- Distretto di Far North (capoluogo Kaikohe)
- Distretto di Whangarei (capoluogo Whangārei)
- Distretto di Kaipara (capoluogo Dargaville)

Oltre la capitale Whangārei le città più importanti sono piuttosto piccole ma le più grandi sono Awarua, Dargaville e Nukatawhiti.